# Seleção Inglesa Masculina de Hóquei em Patins
A Seleção Inglesa de Hóquei em Patins é a equipa que representa Inglaterra, através da English Roller Hockey Federation, nas diversas competições internacionais, com especial destaques para o Campeonato Mundial e o Campeonato Europeu.
A Inglaterra foi a primeira grande potência do hóquei em patins, ganhando os dois primeiros Mundiais e os primeiros doze europeus de forma consecutiva. Após a Segunda Guerra Mundial, com o aparecimento de novas potências (Portugal, Espanha e Itália em especial) e a queda de popularidade do desporto no país, a seleção inglesa nunca mais conseguiu recuperar o prestígio inicial.

## Palmarés

### Campeonato Mundial A(2)
- 1936 e 1939

### Campeonato Mundial B(1)
- 2000

### Campeonato Europeu(12)
- 1926, 1927, 1928, 1929, 1930, 1931, 1932, 1934, 1936*, 1937, 1938 e 1939*

As datas com '*' indicam Campeonatos da Europa que corresponderam a Campeonatos do Mundo.

### Taça das Nações(8)
- 1923, 1924, 1925, 1927*, 1929*, 1931*, 1939* e 1950

As datas com '*' indicam Taças das Nações que corresponderam a Campeonatos da Europa e Campeonatos do Mundo.

## Histórico de Participações

### Campeonato do Mundo

#### Mundial A/Taça do Mundo
| Ano/Anfitrião | Ano/Anfitrião       | Resultado             | CI.                   | J                     | V                     | E                     | D                     | GM                    | GS                    |
| ------------- | ------------------- | --------------------- | --------------------- | --------------------- | --------------------- | --------------------- | --------------------- | --------------------- | --------------------- |
| 1936          | Estugarda           | Campeão               | 1.º                   | 6                     | 5                     | 1                     | 0                     | 21                    | 2                     |
| 1939          | Montreux            | Campeão               | 1.º                   | 6                     | 6                     | 0                     | 0                     | 22                    | 5                     |
| 1947          | Lisboa              | Quinto Lugar          | 5.º                   | 6                     | 3                     | 0                     | 3                     | 16                    | 19                    |
| 1948          | Montreux            | Vice-Campeão          | 2.º                   | 8                     | 6                     | 2                     | 0                     | 45                    | 11                    |
| 1949          | Lisboa              | Quinto Lugar          | 5.º                   | 7                     | 2                     | 2                     | 3                     | 21                    | 23                    |
| 1950          | Milão               | Sétimo Lugar          | 7.º                   | 9                     | 3                     | 0                     | 6                     | 27                    | 24                    |
| 1951          | Barcelona           | Sétimo Lugar          | 7.º                   | 10                    | 4                     | 0                     | 6                     | 38                    | 35                    |
| 1952          | Porto               | Sétimo Lugar          | 7.º                   | 9                     | 3                     | 2                     | 4                     | 23                    | 21                    |
| 1953          | Genebra             | Sexto Lugar           | 6.º                   | 7                     | 4                     | 0                     | 3                     | 33                    | 15                    |
| 1954          | Barcelona           | Oitavo Lugar          | 8.º                   | 14                    | 7                     | 1                     | 6                     | 61                    | 41                    |
| 1955          | Milão               | Oitavo Lugar          | 8.º                   | 10                    | 2                     | 2                     | 6                     | 30                    | 29                    |
| 1956          | Porto               | Quinto Lugar          | 5.º                   | 10                    | 6                     | 1                     | 3                     | 23                    | 22                    |
| 1958          | Porto               | Quinto Lugar          | 5.º                   | 9                     | 5                     | 0                     | 4                     | 46                    | 32                    |
| 1960          | Madrid              | Sexto Lugar           | 6.º                   | 9                     | 4                     | 1                     | 4                     | 25                    | 38                    |
| 1962          | Santiago            | Não Participou        | Não Participou        | Não Participou        | Não Participou        | Não Participou        | Não Participou        | Não Participou        | Não Participou        |
| 1964          | Barcelona           | Oitavo Lugar          | 8.º                   | 9                     | 3                     | 0                     | 6                     | 21                    | 40                    |
| 1966          | São Paulo           | Nono Lugar            | 9.º                   | 9                     | 2                     | 0                     | 7                     | 22                    | 48                    |
| 1968          | Porto               | Não Participou        | Não Participou        | Não Participou        | Não Participou        | Não Participou        | Não Participou        | Não Participou        | Não Participou        |
| 1970          | San Juan            | Não Participou        | Não Participou        | Não Participou        | Não Participou        | Não Participou        | Não Participou        | Não Participou        | Não Participou        |
| 1972          | Corunha             | Não Participou        | Não Participou        | Não Participou        | Não Participou        | Não Participou        | Não Participou        | Não Participou        | Não Participou        |
| 1974          | Lisboa              | Não Participou        | Não Participou        | Não Participou        | Não Participou        | Não Participou        | Não Participou        | Não Participou        | Não Participou        |
| 1976          | Oviedo              | Não Participou        | Não Participou        | Não Participou        | Não Participou        | Não Participou        | Não Participou        | Não Participou        | Não Participou        |
| 1978          | San Juan            | Não Participou        | Não Participou        | Não Participou        | Não Participou        | Não Participou        | Não Participou        | Não Participou        | Não Participou        |
| 1980          | Talcahuano          | Não Participou        | Não Participou        | Não Participou        | Não Participou        | Não Participou        | Não Participou        | Não Participou        | Não Participou        |
| 1982          | Barcelos            | Décimo Quarto Lugar   | 14.º                  | 14                    | 8                     | 2                     | 4                     | 112                   | 43                    |
| 1984          | Novara              | Mundial B             | Mundial B             | Mundial B             | Mundial B             | Mundial B             | Mundial B             | Mundial B             | Mundial B             |
| 1986          | Sertãozinho         | Oitavo Lugar          | 8.º                   | 9                     | 2                     | 0                     | 7                     | 17                    | 53                    |
| 1988          | Corunha             | Mundial B             | Mundial B             | Mundial B             | Mundial B             | Mundial B             | Mundial B             | Mundial B             | Mundial B             |
| 1989          | San Juan            | Mundial B             | Mundial B             | Mundial B             | Mundial B             | Mundial B             | Mundial B             | Mundial B             | Mundial B             |
| 1991          | Porto/Braga         | Mundial B             | Mundial B             | Mundial B             | Mundial B             | Mundial B             | Mundial B             | Mundial B             | Mundial B             |
| 1993          | Bassano/Sesto       | Mundial B             | Mundial B             | Mundial B             | Mundial B             | Mundial B             | Mundial B             | Mundial B             | Mundial B             |
| 1995          | Recife              | Mundial B             | Mundial B             | Mundial B             | Mundial B             | Mundial B             | Mundial B             | Mundial B             | Mundial B             |
| 1997          | Wuppertal           | Mundial B             | Mundial B             | Mundial B             | Mundial B             | Mundial B             | Mundial B             | Mundial B             | Mundial B             |
| 1999          | Reus                | Mundial B             | Mundial B             | Mundial B             | Mundial B             | Mundial B             | Mundial B             | Mundial B             | Mundial B             |
| 2001          | San Juan            | Décimo Quarto         | 14.º                  | 5                     | 0                     | 0                     | 5                     | 4                     | 27                    |
| 2003          | Oliveira de Azeméis | Décimo Sexto          | 16.º                  | 6                     | 0                     | 0                     | 6                     | 9                     | 33                    |
| 2005          | San José            | Décimo Terceiro       | 13.º                  | 6                     | 3                     | 0                     | 3                     | 16                    | 14                    |
| 2007          | Montreux            | Décimo Terceiro       | 13.º                  | 6                     | 2                     | 1                     | 3                     | 17                    | 19                    |
| 2009          | Vigo                | Décimo Terceiro       | 13.º                  | 6                     | 2                     | 0                     | 4                     | 12                    | 19                    |
| 2011          | San Juan            | Décimo Quinto         | 15.º                  | 6                     | 1                     | 0                     | 5                     | 15                    | 32                    |
| 2013          | Luanda              | Não Participou        | Não Participou        | Não Participou        | Não Participou        | Não Participou        | Não Participou        | Não Participou        | Não Participou        |
| 2015          | La Roche-sur-Yon    | Décimo Quinto         | 15.º                  | 6                     | 1                     | 0                     | 5                     | 12                    | 45                    |
| 2017          | Nanjing             | Não Participou        | Não Participou        | Não Participou        | Não Participou        | Não Participou        | Não Participou        | Não Participou        | Não Participou        |
| 2019          | Barcelona           | Taça Intercontinental | Taça Intercontinental | Taça Intercontinental | Taça Intercontinental | Taça Intercontinental | Taça Intercontinental | Taça Intercontinental | Taça Intercontinental |

#### Mundial B
| Ano/Anfitrião | Ano/Anfitrião    | Resultado      | CI.            | J              | V              | E              | D              | GM             | GS             |
| ------------- | ---------------- | -------------- | -------------- | -------------- | -------------- | -------------- | -------------- | -------------- | -------------- |
| 1984          | Paris            | Terceiro Lugar | 3.º            | 10             | 7              | 1              | 2              | 50             | 13             |
| 1986          | Cidade do México | Mundial A      | Mundial A      | Mundial A      | Mundial A      | Mundial A      | Mundial A      | Mundial A      | Mundial A      |
| 1988          | Bogotá           | Sexto Lugar    | 6.º            | 10             | 3              | 1              | 6              | 54             | 38             |
| 1990          | Macau            | Quarto Lugar   | 4.º            | 10             | 5              | 1              | 4              | 40             | 25             |
| 1992          | Andorra          | Sétimo Lugar   | 7.º            | 7              | 4              | 0              | 3              | 50             | 22             |
| 1994          | Santiago         | Não Participou | Não Participou | Não Participou | Não Participou | Não Participou | Não Participou | Não Participou | Não Participou |
| 1996          | Veracruz         | Sétimo Lugar   | 7.º            | 8              | 3              | 1              | 4              | 19             | 21             |
| 1998          | Macau            | Sexto Lugar    | 6.º            | 6              | 3              | 1              | 2              | 70             | 28             |
| 2000          | Chatham          | Campeão        | 1.º            | 6              | 6              | 0              | 0              | 68             | 2              |
| 2002          | Montevidéu       | Terceiro Lugar | 3.º            | 5              | 4              | 1              | 0              | 24             | 3              |
| 2004          | Macau            | Vice-Campeão   | 2.º            | 8              | 6              | 0              | 2              | 62             | 30             |
| 2006          | Montevidéu       | Mundial A      | Mundial A      | Mundial A      | Mundial A      | Mundial A      | Mundial A      | Mundial A      | Mundial A      |
| 2008          | Vanderbijlpark   | Mundial A      | Mundial A      | Mundial A      | Mundial A      | Mundial A      | Mundial A      | Mundial A      | Mundial A      |
| 2010          | Dornbirn         | Mundial A      | Mundial A      | Mundial A      | Mundial A      | Mundial A      | Mundial A      | Mundial A      | Mundial A      |
| 2012          | Canelones        | Vice-Campeão   | 2.º            | 7              | 4              | 0              | 3              | 30             | 19             |
| 2014          | Canelones        | Vice-Campeão   | 2.º            | 5              | 4              | 0              | 1              | 23             | 5              |

#### Taça Intercontinental
| Ano/Anfitrião | Ano/Anfitrião | Resultado      | CI.            | J              | V              | E              | D              | GM             | GS             |
| ------------- | ------------- | -------------- | -------------- | -------------- | -------------- | -------------- | -------------- | -------------- | -------------- |
| 2017          | Nanjing       | Não Participou | Não Participou | Não Participou | Não Participou | Não Participou | Não Participou | Não Participou | Não Participou |
| 2019          | Barcelona     | Quinto Lugar   | 5.º            | 6              | 3              | 0              | 3              | 31             | 20             |

### Campeonato da Europa
| Ano/Anfitrião | Ano/Anfitrião       | Resultado      | CI.            | J              | V              | E              | D              | GM             | GS             |
| ------------- | ------------------- | -------------- | -------------- | -------------- | -------------- | -------------- | -------------- | -------------- | -------------- |
| 1926          | Herne Bay           | Campeão        | 1.º            | 5              | 4              | 1              | 0              | 46             | 4              |
| 1927          | Montreux            | Campeão        | 1.º            | 5              | 5              | 0              | 0              | 34             | 4              |
| 1928          | Herne Bay           | Campeão        | 1.º            | 5              | 5              | 0              | 0              | 34             | 7              |
| 1929          | Montreux            | Campeão        | 1.º            | 5              | 4              | 1              | 0              | 23             | 8              |
| 1930          | Herne Bay           | Campeão        | 1.º            | 5              | 5              | 0              | 0              | 26             | 5              |
| 1931          | Montreux            | Campeão        | 1.º            | 6              | 6              | 0              | 0              | 40             | 3              |
| 1932          | Herne Bay           | Campeão        | 1.º            | 5              | 5              | 0              | 0              | 38             | 11             |
| 1934          | Herne Bay           | Campeão        | 1.º            | 5              | 5              | 0              | 0              | 27             | 6              |
| 1936          | Estugarda           | Campeão        | 1.º            | 6              | 5              | 1              | 0              | 20             | 2              |
| 1937          | Herne Bay           | Campeão        | 1.º            | 6              | 6              | 0              | 0              | 37             | 10             |
| 1938          | Antuérpia           | Campeão        | 1.º            | 6              | 5              | 1              | 0              | 24             | 7              |
| 1939          | Montreux            | Campeão        | 1.º            | 6              | 6              | 0              | 0              | 22             | 5              |
| 1947          | Lisboa              | Quinto Lugar   | 5.º            | 6              | 3              | 0              | 3              | 16             | 19             |
| 1948          | Montreux            | Vice-Campeão   | 2.º            | 8              | 6              | 2              | 0              | 45             | 11             |
| 1949          | Lisboa              | Quinto Lugar   | 5.º            | 7              | 2              | 2              | 3              | 21             | 23             |
| 1950          | Milão               | Sétimo Lugar   | 7.º            | 9              | 3              | 0              | 6              | 27             | 24             |
| 1951          | Barcelona           | Sétimo Lugar   | 7.º            | 10             | 4              | 0              | 6              | 38             | 35             |
| 1952          | Porto               | Sétimo Lugar   | 7.º            | 9              | 3              | 2              | 4              | 23             | 21             |
| 1953          | Genebra             | Sexto Lugar    | 6.º            | 7              | 4              | 0              | 3              | 33             | 15             |
| 1954          | Barcelona           | Oitavo Lugar   | 8.º            | 14             | 7              | 1              | 6              | 61             | 41             |
| 1955          | Milão               | Oitavo Lugar   | 8.º            | 10             | 2              | 2              | 6              | 30             | 29             |
| 1956          | Porto               | Quinto Lugar   | 5.º            | 9              | 5              | 0              | 4              | 46             | 32             |
| 1957          | Barcelona           | Quarto Lugar   | 4.º            | 5              | 2              | 0              | 3              | 18             | 18             |
| 1959          | Genebra             | Quarto Lugar   | 4.º            | 7              | 2              | 0              | 5              | 15             | 26             |
| 1961          | Turim               | Oitavo Lugar   | 8.º            | 9              | 2              | 0              | 7              | 22             | 43             |
| 1963          | Porto               | Sexto Lugar    | 6.º            | 8              | 3              | 1              | 4              | 16             | 23             |
| 1965          | Lisboa              | Sexto Lugar    | 6.º            | 8              | 3              | 0              | 5              | 14             | 30             |
| 1967          | Bilbau              | Oitavo Lugar   | 8.º            | 8              | 1              | 0              | 7              | 19             | 43             |
| 1969          | Lausana             | Nono Lugar     | 9.º            | 8              | 0              | 1              | 7              | 18             | 49             |
| 1971          | Lisboa              | Nono Lugar     | 9.º            | 8              | 0              | 0              | 8              | 22             | 46             |
| 1973          | Iserlohn            | Nono Lugar     | 9.º            | 8              | 0              | 0              | 8              | 12             | 64             |
| 1975          | Viareggio           | Oitavo Lugar   | 8.º            | 7              | 0              | 0              | 7              | 9              | 62             |
| 1977          | Porto               | Nono Lugar     | 9.º            | 8              | 0              | 0              | 8              | 8              | 58             |
| 1979          | Barcelona           | Nono Lugar     | 9.º            | 8              | 0              | 0              | 8              | 11             | 56             |
| 1981          | Essen               | Oitavo Lugar   | 8.º            | 8              | 2              | 1              | 5              | 13             | 36             |
| 1983          | Vercelli            | Oitavo Lugar   | 8.º            | 7              | 0              | 0              | 7              | 14             | 45             |
| 1985          | Barcelos            | Sétimo Lugar   | 7.º            | 8              | 1              | 2              | 5              | 17             | 42             |
| 1987          | Oviedo              | Sétimo Lugar   | 7.º            | 8              | 1              | 2              | 5              | 12             | 48             |
| 1990          | Lodi                | Oitavo Lugar   | 8.º            | 8              | 0              | 1              | 7              | 10             | 80             |
| 1992          | Wuppertal           | Décimo Lugar   | 10.º           | 9              | 0              | 0              | 9              | 19             | 68             |
| 1994          | Funchal             | Nono Lugar     | 9.º            | 6              | 2              | 0              | 4              | 21             | 53             |
| 1996          | Salsomaggiore       | Oitavo Lugar   | 8.º            | 8              | 1              | 0              | 7              | 10             | 70             |
| 1998          | Paços de Ferreira   | Oitavo Lugar   | 8.º            | 6              | 1              | 0              | 5              | 13             | 60             |
| 2000          | Wimmis              | Oitavo Lugar   | 8.º            | 5              | 0              | 0              | 5              | 4              | 43             |
| 2002          | Florença            | Sexto Lugar    | 6.º            | 7              | 2              | 1              | 4              | 16             | 32             |
| 2004          | La Roche-sur-Yon    | Sétimo Lugar   | 7.º            | 6              | 1              | 0              | 5              | 11             | 24             |
| 2006          | Monza               | Sexto Lugar    | 6.º            | 6              | 3              | 0              | 3              | 15             | 25             |
| 2008          | Oviedo              | Sexto Lugar    | 6.º            | 6              | 1              | 2              | 3              | 9              | 16             |
| 2010          | Wuppertal           | Sétimo Lugar   | 7.º            | 6              | 1              | 0              | 5              | 18             | 44             |
| 2012          | Paredes             | Sétimo Lugar   | 7.º            | 6              | 0              | 0              | 6              | 4              | 79             |
| 2014          | Alcobendas          | Não Participou | Não Participou | Não Participou | Não Participou | Não Participou | Não Participou | Não Participou | Não Participou |
| 2016          | Oliveira de Azeméis | Sétimo Lugar   | 7.º            | 6              | 1              | 0              | 5              | 10             | 31             |
| 2018          | Corunha             | Oitavo Lugar   | 8.º            | 8              | 2              | 0              | 6              | 39             | 67             |

Nota: Os Campeonatos da Europa de 1936 e de 1939 a 1956 eram considerados como Campeonato do Mundo.